# Synagris abdominalis
Synagris abdominalis är en stekelart som beskrevs av Henri Saussure 1856. Synagris abdominalis ingår i släktet Synagris och familjen Eumenidae. Inga underarter finns listade i Catalogue of Life.